# Confédération des nationalités indigènes de l'Amazonie équatorienne
La Confédération des nationalités indigènes de l'Amazonie équatorienne (CONFENIAE) est une organisation qui fédère les différentes nationalités indigènes de l'Amazonie équatorienne. Cette confédération est l'une des trois plate-formes régionales de la Confédération des nationalités indigènes de l'Équateur (CONAIE). La CONFENIAE a été fondée en 1980 et pour regrouper 9 organisations régionales parmi lesquelles la Fédération Shuar, la Fédération des Organisations Indigènes du Napo (FOIN), la Fédération des Nationalités Indigènes du Sucumbíos (FOISE) et l'Organisation des Peuples Indigènes du Pastaza (OPIP).

## Gouvernance
La CONFENIAE regroupe des organisations issues de onze nationalités autochtones présentes dans l'Amazonie équatorienne : Achuar, A'i Cofán, Andoa, Huaorani, Kichwa, Quijos (en), Sápara, Secoya, Shiwiar, Shuar et Siona.
La CONFENIAE est dirigée par un Conseil de gouvernement élu lors des congrès de l'organisation. Lors du congrès de 2023 
tenu à Puyo, le Conseil de gouvernement élu se compose des personnalités suivantes,: 
- José Esach (Président)
- Nema Grefa (Vice-présidente)
- Camilo Huamoñi (Commission des territoires, de l'écologie et des ressources naturelles)
- Valerio Grefa (Commission culture, science, éducation et technologie)
- Sandra Alvarado (Commission santé, nutrition et médecine naturelle)
- Tonny Chimbo (Commission promotion, organisation et communication sociale)
- María José Andrade (Commission économie et développement communautaire)